# Zemstvo

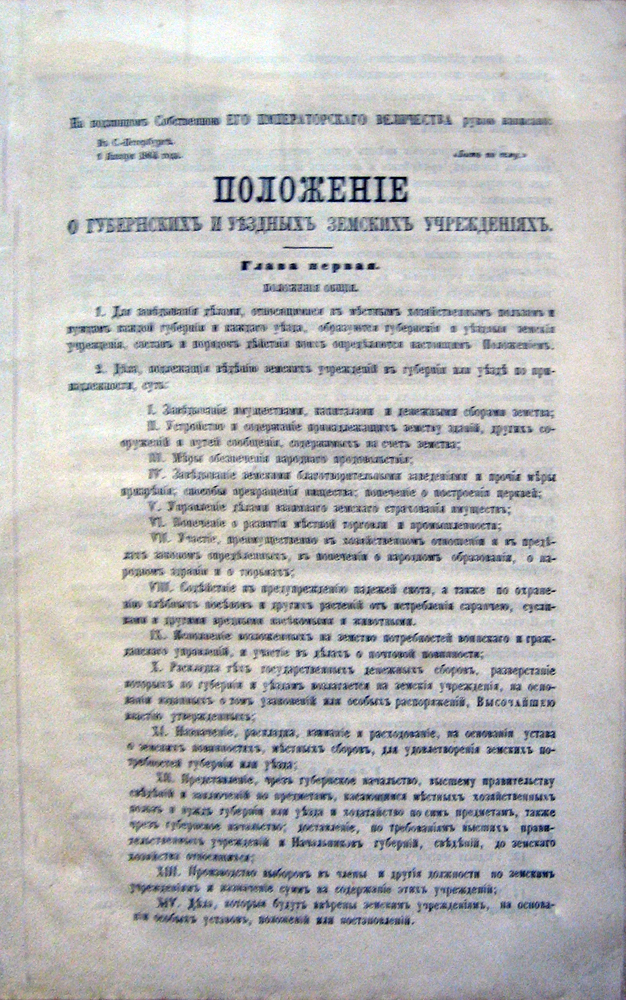
Ukas från 1864.

Zemstvo (ryska: земство) var en form av lokal representation som främst förekom på landsbygden i ryska imperiet. Zemstvo-representationen infördes av tsar Alexander II den 13 januari 1864 (n.s.). Organen fanns på två nivåer: dels på den lägre kretsnivån i varje ujezd, dels på en högre nivå i guvernementen (gubernija).

## Beskrivning

### Val och deltagare
Varje zemstvo bestod av en församling av valda ledamöter och en styrelse, som utsågs av församlingen. Enligt den ukas som följde zemstvolagen skulle församlingarna delta i den offentliga administrationen, särskilt i frågor som gällde ekonomiska omständigheter och lokalbefolkningens välfärd. I teorin skulle varje guvernement och krets upprätta zemstvoer, men i praktiken kom de enbart att skapas i två tredjedelar av provinserna i den europeiska delen av Ryssland.
Valen till zemstvoförsamlingarna skedde vart tredje år, oftast på hösten, och syftade inte minst till att symbolisera böndernas nya juridiska och politiska status efter livegenskapens avskaffande 1861. Först valdes representanter till kretsarnas zemstvoer, vilka i sin tur sedan valde representanter till guvernementets zemstvo. De röstberättigade delades in i tre grupper (kurier) baserat på om man bodde på landsbygd eller i stad och vilken typ av ägarskap man hade till jorden man brukade. Det nya med indelningen var att man frångick att dela upp de röstberättigade efter vilket stånd man ansågs tillhöra; något som varit standard i tidigare administrativa indelningar i Ryssland.
Trots att zemstvon fick ett rykte om sig att vara en institution fri från klassgränser, fortsatte adeln att dominera zemstvoförsamlingarna. Antalet ledamöter från adeln var 20 gånger fler än vad som var proportionerligt i förhållande till deras andel av befolkningen. Dessutom hade adeln en än högre andel i zemstvostyrelserna, särskilt i dem på landsbygden. Senare forskning har menat att adelns höga representation delvis kunde förklaras av en inbyggd fördel till gruppen från lagstiftarens (kejsarens) sida. Tanken var att till viss del kompensera adeln för de privilegier de förlorade när livegenskapen avskaffades.

### Politik
Zemstvon hade befogenhet att fatta beslut inom ett rad områden, däribland utbildning, hälso- och sjukvård, samt sociala frågor. Under de år och i de områden som zemstvoerna fanns och administrerade lokala angelägenheter skedde utveckling inom en rad sektorer. Zemstvoväsendet såg till att utbildningsnivån höjdes, stärkte folkhälsan, utvecklade vägnätet och en rad ekonomiska bistånd till bland annat jordbruk delades ut.

## I kulturen
I romanen Anna Karenina, som Lev Tolstoj skrev 1873–1877, ett årtionde efter representationens införande, har en av huvudfigurerna, Levin, tidigare varit ledamot av en zemstvo.